# ئی‌ئیپ‌رام

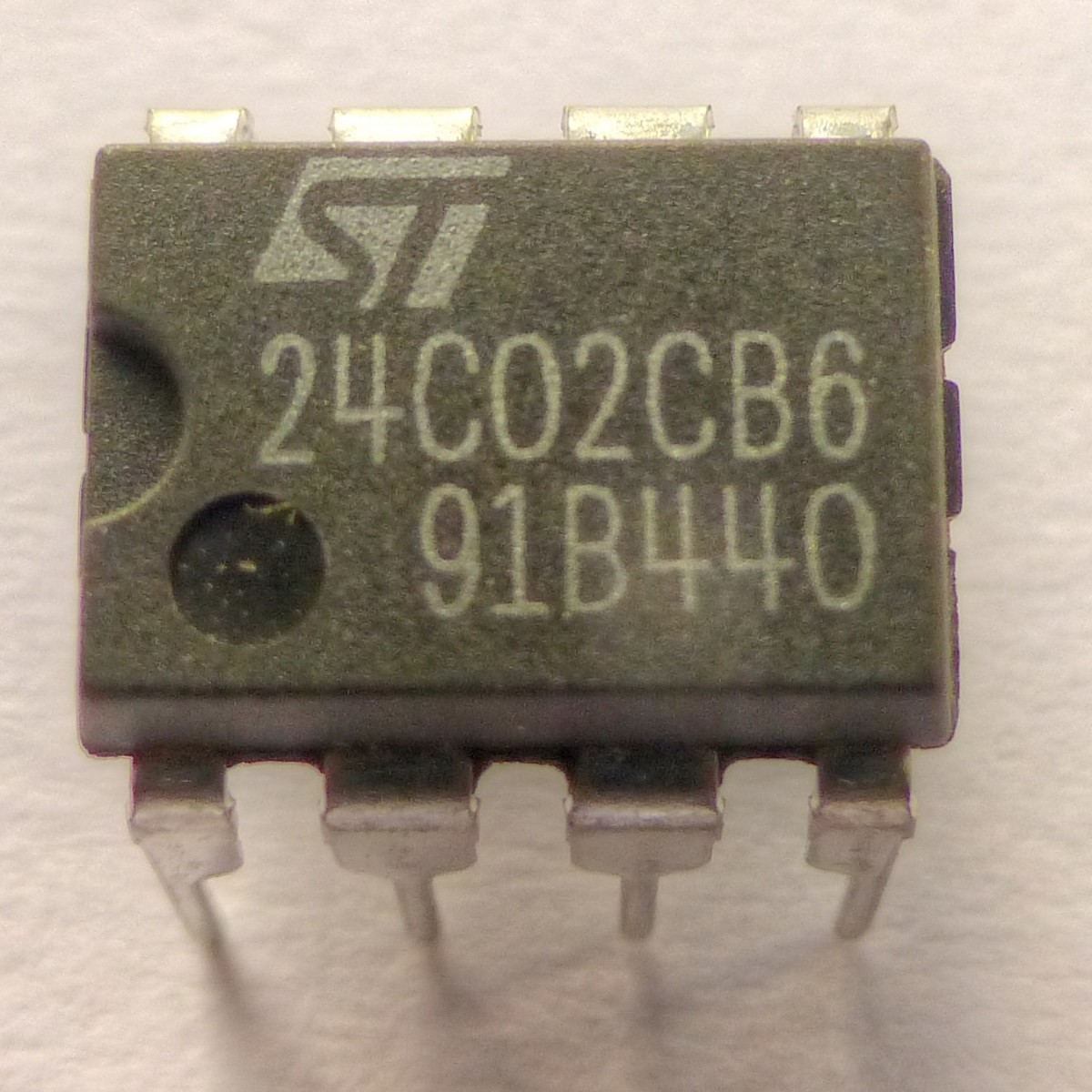
اس‌تی‌میکروالکترونیکس M24C02 I²C نوع سریال ئی‌ئیپ‌رام

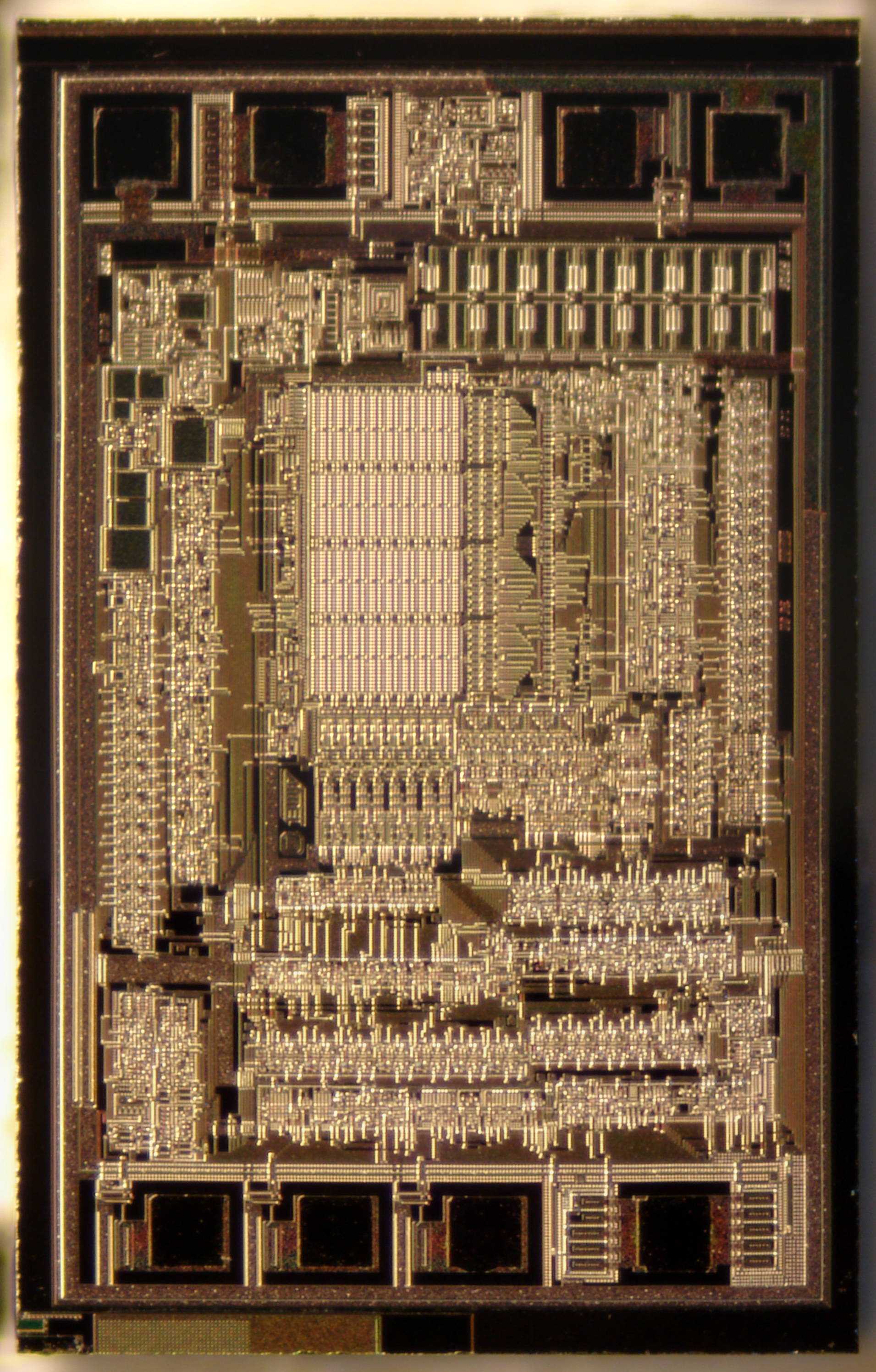
دای اتمل [http://ww1.microchip.com/downloads/en/devicedoc/doc0539.pdf AT93C46A

ئی‌ئیپ‌رام (به انگلیسی: EEPROM) (همین‌طور E2PROM نیز نوشته می‌شود و ئی‌توپی‌رام، خوانده می‌شود) مخفف حافظه فقط-خواندنی قابل‌برنامه‌ریزی قابل‌پاک‌کردن به‌طور الکتریکی (به انگلیسی: Electrically Erasable Programmable Read-Only Memory) گونه‌ای از حافظه‌های غیرفرّار است که در دستگاه‌ها و رایانه‌ها برای ذخیره حجم پایینی از اطلاعات استفاده می‌شود که نبایستی با قطع برق از دست بروند. اطلاعاتی همچون تنظیمات دستگاه.
هنگامی که نیاز به ذخیره حجم بالایی از اطلاعات باشد (همچون فلش دیسک‌ها) نوع خاصی از حافظه ئی‌ئیپ‌رام (همچون حافظه فلش) وجود دارد که استفاده از آن به‌صرفه‌تر و مرسوم‌تر است.
ئی‌ئیپ‌رام، حافظه‌ای قابل تغییر توسط کاربر و همین‌طور فقط‌خواندنی (به انگلیسی: ROM) است و می‌تواند بارها توسط ولتاژ تولیدشدهٔ بالاتر از حد معمول پاک شده و دوباره برنامه‌ریزی (نوشته) شود. معمولاً ئی‌ئیپ‌رام را بایستی برای پاک کردن و برنامه‌ریزی از دستگاه جدا نمود. البته ئی‌ئیپ‌رام در داخل مدار نیز قابل‌پاک‌کردن و برنامه‌ریزی است. ئی‌ئیپ‌رام‌ها سرعت پایین‌تری نسبت به سایر حافظه‌ها دارند؛ به این علت که فعالیت آن‌ها به یک بایت محدود می‌شود. ئی‌ئیپ‌رام‌های جدیدتر توانایی فعالیت بر روی چندین بایت را نیز دارند. آن‌ها همچنین عمر محدودی دارند؛ بدان معنی که تعداد دفعات پاک‌کردن و نوشتن بر روی آن‌ها به ده‌ها یا صدها هزار مرتبه محدود می‌شود. این محدودیت در ئی‌ئیپ‌رام‌های نوین به یک میلیون بار گسترش یافته‌است. این محدودیت مهم بایستی در طراحی‌ها در نظر گرفته شود. این بدان خاطر است که ئی‌ئیپ‌رام‌ها به‌جای حافظه‌های دسترسی تصادفی برای ذخیره تنظیمات استفاده می‌شوند.